# Манойловка
Манойловка (на украински: Мануйлівка, на руски: Мануйловка) е село в Украйна, разположено в Приморски район, Запорожка област. През 2001 година населението му е 596 души.
Селото е основано през 1861 година от български преселници от преминалата на румънска територия част от Южна Бесарабия.